# Neostauropus albescens
Neostauropus albescens är en fjärilsart som beskrevs av Moore 1879. Neostauropus albescens ingår i släktet Neostauropus och familjen tandspinnare. Inga underarter finns listade i Catalogue of Life.